# Alexander Hintze
Paul Alexander Hintze, född 12 september 1846 i Viborg, död 21 september 1924 i Heinola, var en finländsk journalist, en av landets idrottspionjärer. 
Hintze var en central gestalt i det sena 1800-talets idrottsliv i Finland. Hans intressen omfattade bland annat skidsport, rodd, segling, skytte, jakt och fiske. Efter att ha gått ut Högre elementarskolan i Helsingfors studerade han språk och begav sig på resor till fyra världsdelar. Han verkade som språklärare i Kuopio 1875–1877 och därefter några år i Tammerfors. Under denna tid tog han flera initiativ till spridandet av idrottskultur i provinsen. Sedan han återvänt till huvudstaden grundade han 1881 tillsammans med fäktläraren Mauritz Mexmontan Sporten, landets första idrottstidning, som han redigerade fram till 1893. Hintze saknade inte fiender på grund av sitt ofta sarkastiska skrivsätt och utträdde med tiden ur alla de många idrottsföreningar han hade varit med om att grunda.